# William Donahue
Pour l’article homonyme, voir Donahue.
William Donahue (12 août 1834-15 juillet 1892) fut un marchand et homme politique fédéral du Québec.

## Biographie
Né à Frampton dans le Bas-Canada, il est né de parents d'origines irlandaises et devint marchand à Farnham-Ouest et à Montréal. Il devint également membre du conseil municipal du Comté de Missisquoi ainsi que maire du village de Farnham de 1872 à 1874.
Élu député du Parti libéral du Canada dans la circonscription fédérale de Missisquoi en 1874, il ne se représenta pas en 1878.
Il décède à Farnham au Québec à l'âge de 57 ans, un mois avant son 58e anniversaire.